# Хойсешть (Нямц)
Хойсешть, Хойсешті (рум. Hoisești) — село у повіті Нямц в Румунії. Входить до складу комуни Мерджинень.
Село розташоване на відстані 274 км на північ від Бухареста, 22 км на схід від П'ятра-Нямца, 76 км на південний захід від Ясс.

## Населення
За даними перепису населення 2002 року у селі проживали 999 осіб, усі — румуни. Усі жителі села рідною мовою назвали румунську.